# Vollziehungsbeamter
Ein Vollziehungsbeamter (auch Vollzieher, VZB, VB oder VZ) (in manchen Bundesländern Vollstreckungsbeamter) vollstreckt im Außendienst öffentlich-rechtliche Forderungen im Auftrag einer Behörde (z. B. Bund, Bundesland oder Gemeinde) oder einer Körperschaft des öffentlichen Rechts (z. B. Handwerkskammer oder Sozialversicherungsträger). Es handelt sich jeweils um Forderungen der beauftragenden Stelle gegen Personen im Zuständigkeitsbereich des Vollziehungsbeamten. Es gibt Vollziehungsbeamte bei der Justiz, der Finanzverwaltung, dem Zoll und den Gemeinden und Gemeindeverbänden. Grundsätzlich kann jede öffentlich-rechtliche Vollstreckungsbehörde Vollziehungsbeamte einsetzen und ihre Forderungen selbst vollstrecken. Das ist der Grundsatz der sog. Selbstexekution.

## Aufgaben
Vollziehungsbeamte werden ausschließlich aufgrund eines Vollstreckungsauftrages tätig; sie arbeiten stets weisungsgebunden. Zu ihren Aufgaben gehört die Vollstreckung in das bewegliche Vermögen und dessen anschließende Verwertung durch Versteigerung oder freihändigen Verkauf. Sie sind befugt Wohnungen, Geschäftsräume zu durchsuchen und verschlossene Behältnisse zu öffnen. Verweigert der Schuldner die Durchsuchung, wird beim zuständigen Amtsgericht ein Durchsuchungsbeschluss beantragt. Die Aufgaben sind mit denen der Gerichtsvollzieher vergleichbar, jedoch hat der Gerichtsvollzieher eine Vielzahl weiterer Aufgaben. Heute wird teilweise mit großem Erfolg vorrangig versucht, durch freiwillige, kooperative Lösungen die Beitreibungsquote zu steigern.

## Prüfungsumfang
Der Vollziehungsbeamte prüft nur Gewahrsam (§ 286 Abgabenordnung), nicht das Eigentum. Er darf nicht von einer Sachpfändung absehen, wenn unter Vorlage eines Sicherungsübereignungsvertrags behauptet wird, dass ein Dritter jetzt Eigentümer sei.

## Vollstreckungsvergütung
Die Bundesvollziehungsvergütungsverordnung (BVollzVergV) ist eine Rechtsverordnung nach Bundesrecht und regelt die zusätzliche Vergütung für die Bundesbeamten im Vollstreckungsdienst, mit der die üblichen Aufwendungen dieses Berufsbildes (z. B. Nachtvollstreckung) abgegolten werden sollen. Darüber hinaus dient die Vollstreckungsvergütung als Erfolgsprämie: 
| Vergütung (§ 2 Abs. 2 BVollzVergV)                                                               | Vergütung |
| ------------------------------------------------------------------------------------------------ | --------- |
| Vereinnahmung von Zahlungsmitteln bis 200 EUR (§ 2 Abs. 2 Nr. 1 Buchst. a) BVollzVergV)          | 2,00 EUR  |
| Vereinnahmung von Zahlungsmitteln bis 600 EUR (§ 2 Abs. 2 Nr. 1 Buchst. b) BVollzVergV)          | 3,00 EUR  |
| Vereinnahmung von Zahlungsmitteln von mehr als 600 EUR (§ 2 Abs. 2 Nr. 1 Buchst. c) BVollzVergV) | 5,00 EUR  |
| Pfändung beweglicher Sachen mit Ausnahme von Zahlungsmitteln (§ 2 Abs. 2 Nr. 2 BVollzVergV)      | 3,00 EUR  |
| Fruchtlose Pfändung (§ 2 Abs. 2 Nr. 3 BVollzVergV)                                               | 1,50 EUR  |

Sie orientiert sich in der Höhe an den beigebrachten Gebühren und ist auf bestimmte Höchstbeträge pro Auftrag und zusätzlich auf einen monatlichen Höchstbetrag (210,00 EUR, § 2 Abs. 5 BVollzVergV) begrenzt. Darüber hinaus erhalten die Vollziehungsbeamten des Bundes einen Aufwendungsersatz (§ 4 BVollzVergV), welche sich nach dem Bundesreisekostengesetz richtet.
Die Gesetzgebungskompetenz für die zusätzliche Vergütung der Landes- und Gemeindebeamten wurde jedoch mit der Föderalismusreform Mitte 2006 auf die Länder übertragen, sodass die Bundesländer eigene Verordnungen haben (z. B. das Land NRW mit ihrer eigenen Vollstreckungsvergütungsverordnung).

## Vollziehungsbeamte der Justiz
Die Vollziehungsbeamten der Justiz vollstrecken Forderungen der Justizbehörden und nichtsteuerliche Forderungen der Bundesländer. Sie sind neben den Gerichtsvollziehern bei den Amtsgerichten tätig. Es gibt nur noch wenige Bundesländer (z. B. Nordrhein-Westfalen), die Vollziehungsbeamte ausbilden und beschäftigen.

### Rechtsgrundlage
Für die Vollziehungsbeamten der Justiz gilt die Zivilprozessordnung (ZPO)  bei der Vollstreckung nichtsteuerlicher Forderungen der Länder oder die Justizbeitreibungsordnung bei der Vollstreckung von Justizkostenforderungen.
(Es wurde der gesamte Geltungsbereich der Zivilprozessordnung (ZPO) gestrichen, einschließlich des gesamten Abschnittes 4 ab §899 bis §915h)

### Ausbildung
Die Ausbildung dauert ein Jahr. Ihr geht eine Eignungsprüfung voraus. In der Regel werden Beamte des einfachen Justizdienstes im Wege des Aufstieges zu Vollziehungsbeamten ausgebildet.

### Weitere Aufgaben
Die Vollstreckung von Geldstrafen, Ordnungs-, Zwangs- und Bußgeldern, sowie die Wegnahme von Führerscheinen und Versicherungspolicen etc. gehört zu den weiteren Aufgaben der Vollziehungsbeamten der Justiz. In Nordrhein-Westfalen gehört auch die Abnahme der eidesstattlichen Versicherung dazu.

### Örtlicher Zuständigkeitsbereich
Der Zuständigkeitsbereich erstreckt sich üblicherweise auf den Bezirk des Amtsgerichtes für das sie tätig sind oder auf Teile des Amtsgerichtsbezirkes, wenn mehrere Vollziehungsbeamte bei einem Amtsgericht tätig sind.

### Besoldung
Sie sind Angehörige des mittleren Dienstes und sind in der Regel einer Besoldungsgruppe zwischen A 7 bis A 9 mit Zulage zugeordnet. Die Vollstreckungsvergütung wird zusätzlich gezahlt.

## Vollziehungsbeamte der Finanzverwaltung
Die Vollziehungsbeamten der Finanzverwaltung vollstrecken in der Regel steuerliche Forderungen. In einigen Bundesländern (z. B. Berlin) sind sie auch für die Vollstreckung anderer Forderungen zuständig. Vorgesetzter des Vollziehungsbeamten ist der Innendienst, der entscheidet, ob er zuschreibt oder nicht. Der Vollziehungsbeamte darf nur auf Grund dieses Vollstreckungsauftrags tätig werden. Ohne Auftrag darf er kein Geld – auch nicht gefälligkeitshalber – mitnehmen. Er muss für erhaltene Gelder zwingend eine Quittung erteilen. Relevant ist heute insbesondere die Vollstreckung mittels der Parkkralle (Wegfahrsperre), um so die Tilgung zu erreichen. Die fachlichen Einzelfragen sind in einem Leitfaden gut erläutert.

### Rechtsgrundlage
Sie vollstrecken nach den Vorschriften der Abgabenordnung (AO) und der Vollziehungsanweisung (VollzA).

### Ausbildung
Vollziehungsbeamte durchlaufen die normale Ausbildung für den mittleren Dienst in der Finanzverwaltung und erhalten anschließend eine Zusatzausbildung für die Tätigkeit des Vollziehungsbeamten, da mit der Ausbildung für den mittleren Dienst bereits die Grundlagen des Vollstreckungsrechtes nach der AO vermittelt wurden.

### Örtlicher Zuständigkeitsbereich
Ihr Zuständigkeitsbereich erstreckt sich über das Gebiet, für das das Finanzamt zuständig ist, bei dem sie angestellt sind.

### Besoldung
Sie sind Angehörige des mittleren Dienstes und sind in der Regel einer Besoldungsgruppe zwischen A 6 bis A 9 mit Zulage zugeordnet. Die Vollstreckungsvergütung wird zusätzlich gezahlt.

## Vollziehungsbeamte des Zolls
Die Vollziehungsbeamten des Zolls vollstrecken öffentlich-rechtlichen Geldforderungen des Bundes und der bundesunmittelbaren juristischen Personen des öffentlichen Rechts (z. B. Rentenversicherungsträger und Krankenkassen, soweit diese keine eigenen Vollziehungsbeamten haben).

### Rechtsgrundlage
Die jeweils anzuwendende Rechtsgrundlage richtet sich nach der Forderung, die vollstreckt wird. So werden Sozialversicherungsbeiträge nach § 66 SGB X i. V. m. dem Verwaltungs-Vollstreckungsgesetz (VwVG) und i. V. m. der AO und der VollzA vollstreckt.

### Ausbildung
Sie durchlaufen die Ausbildung für den mittleren Dienst der Zollverwaltung und erhalten beim Einsatz als Vollziehungsbeamter eine Zusatzausbildung.

### Örtlicher Zuständigkeitsbereich
Ihr Zuständigkeitsbereich erstreckt sich auf über Bezirk des Hauptzollamts, bei dem sie beschäftigt sind. Grundsätzlich werden einzelne Gebiete gemäß der Postleitzahl einzelnen Beamten als Arbeitsbereich zugewiesen.

### Besoldung
Sie sind Angehörige des mittleren Dienstes und sind in der Regel einer Besoldungsgruppe zwischen A 7 bis A 9 mit Zulage zugeordnet. Die Vollstreckungsvergütung und die Zulage wird zusätzlich gezahlt.

## Vollziehungsbeamte der Gemeinden und Gemeindeverbände
Die Vollziehungsbeamten der Gemeinden und Gemeindeverbände vollstrecken neben den Forderungen ihrer Anstellungskörperschaft auch Forderungen für andere öffentlich-rechtliche Anstalten, Körperschaften und Stiftungen des öffentlichen Rechts (z. B. Handwerkskammern, Berufskammern). Soweit die Gemeinden und Gemeindeverbände keine eigenen Vollziehungsbeamten haben, bedienen sie sich der Vollziehungsbeamten der Justiz oder der Gerichtsvollzieher.

### Rechtsgrundlage
Die Vollziehungsbeamten der Gemeinden und Gemeindeverbände vollstrecken nach den Verwaltungsvollstreckungsgesetzen der Länder.

### Ausbildung
Eine Ausbildung ist zzt. in keinem Bundesland gesetzlich vorgeschrieben. In der Regel werden sie mit fachspezifischen Fortbildungen auf ihre Tätigkeit als Vollziehungsbeamter vorbereitet und erhalten eine fachpraktische Einweisung.

### Weitere Aufgaben
In einigen Bundesländern (z. B. Nordrhein-Westfalen) sind sie auch für die Abnahme der Vermögensauskunft zuständig. Darüber hinaus erhalten sie von ihrer Anstellungskörperschaft auch sog. Abholaufträge z. B. für nicht zurückgebrachte Bücher aus der Stadtbücherei.

### Örtlicher Zuständigkeitsbereich
Ihr Zuständigkeitsbereich erstreckt sich auf das Gebiet der Gemeinde, für die sie tätig sind, oder des Gemeindeverbandes.

### Besoldung
Sie sind Angehörige des mittleren Dienstes und in einer Besoldungsgruppe zwischen A 6 und A 9 eingruppiert. Häufig übernehmen auch Tarifangestellte die Aufgaben des Vollziehungsbeamten. Ihre Vergütung erstreckt sich in der Regel auf die Entgeltgruppen 6 bis 9a TVöD. Die Vollstreckungsvergütung wird zusätzlich gezahlt.